# 사이퍼즈
《사이퍼즈》(Cyphers)는 네오플이 제작하고 넥슨이 배급하는 AOS 액션 게임이다.

## 세계관
1860년 거대한 일식 이후 세계 도처에서는 황무지 위에 도시가 생겨나거나 특별한 능력을 가진 사람들은 사이퍼(Cypher)라고 불리며 탄압의 대상이 되는데, 여기 반하여 헬리오스라는 회사가 설립된다. 뿐만 아니라 제도의 손이 미치치 않는 곳에서도 스스로의 권리를 보호하기 위해 지하연합이 결성된다. 두 세력은 각자의 영역에서 공존해왔지만, 몇 차례 마찰도 존재하였다. 그러던 도중 노인이 만든 안타리우스라는 집단이 생겨나 광신적인 지지를 바탕으로 급격하게 성장했고, 인간을 상대로 끔찍한 실험을 자행하기에 이른다. 세력을 키운 안타리우스는 세계를 향해 전면전을 선포하지만, 회사와 연합은 동맹을 맺어 인형실 끊기 작전을 통해 노인을 제거하고 안타리우스를 궤멸시킨다. 궤멸 이후 잠깐동안 평화의 시대가 찾아왔으나, 평화는 다시금 깨지는 기미가 보이고, 흩어진 안타리우스 세력마저 곳곳에서 모습을 드러낸다.

### 등장세력
헬리오스: 숭고한 길 재단을 물려받아 설립된 법인회사로 설립자는 명왕(헨리 밀러)이자 섬유, 자동차 등을 주로 다루는 기업이지만 사실 능력자의 권익을 보호하기 위한 단체. 명왕은 윌라드를 경계해 헬리오스 대표직을 유력한 차기후보인 윌라드 대신 브뤼노에게 인계하였다. 그 후, 아시아 쪽의 능력자들을 포섭하는데도 힘을 쓰는 걸로 보인다.
지하연합: 마피아 집단 카모라를 기반으로 시작되어, 세계적인 혁명의 불길 속에 핍박받던 능력자들을 수용해 영국부터 북유럽까지 세력을 급속하게 확대해 왔다. 능력자 세력을 헬리오스와 크게 양분하고 있다. 흑염을 수장으로 하여 그 세력을 키워나갔으나, 흑염의 칼라, 흑태자 라이스킨의 죽음 이후 앤지 헌트가 수장이 된다.
안타리우스: 액자를 손에 넣게 된 노인이 일으킨 집단으로 인간을 실험체 대상으로 하여 강화인간을 만드는 악의적 목적의 단체. 그 수장인 구마스 노인은 인형실 끊기 작전으로 다이무스 홀든에게 최후를 맞이하고, 이 단체는 궤멸된다. 아이작의 등장이후 흩어진 안타리우스가 다시 재구성되는 듯한 움직임이 보이기 시작했다. 재림회의 단장인 제키엘 헌팅턴이 등장하면서 안타리우스의 활동이 다시 시작될걸로 보인다.
저스티스 리그: 클레어 스미스가 소속되어 있다. 브뤼노가 클레어를 조사하면서 알려지게 되었다. 미국의 큰 능력자 단체라는 정도의 정보만 알려졌고 그 외는 알려진 바가 없다.
어둠의 능력자: 까미유 데샹, 미쉘 모나헌, 드루이드 미아, 탄야 랜킨이 소속되어있는 단체(아직 비밀에 싸인 능력자가 많다).
그랑플람 재단/숭고한 길재단: 그랑플람이 설립한 비영리 단체로 주 목적은 능력자와 비능력자간의 조화를 추구하는 데에 있다. 소속된 능력자는 마틴 챌피, 브루스 보이틀러, 티엔 정, 이하랑. 그랑플람이 자신의 꿈을 이루기 위해 떠날 때, 헬리오스의 명왕에게 재단을 맡도록 하였다. 현재는 헬리오스와 신경전이 있으며 이 때문에 아시아의 능력자들을 포섭하는데 힘을 쓰고 있다.
검의 형제 기사단: 제레온 프리츠가 호위대장이었을 당시 비밀스럽게 창설한 사조직으로 황태자 시해사건 이후, 이 조직과 관련되었다고 밝혀진 기사들은 축출된 모양이다. 그 후 벨져 홀든이 소속되어 있다는 것이 밝혀졌고, 현재는 제레온 뒤를 이어 조직을 이끌어나가는 것으로 보인다. 안타리우스와 간접적이나 직접적이나 큰 피해를 본 인물들로 구성되어있어 직접적으로 안타리우스에게 적의를 보인다.
더 호라이즌: 리첼, 리사, 캐럴, 멜빈이 소속되어 있고, 리더는 재뉴어리로 10대에서 20대 사이의 능력자들로 이루어진 상당히 어린 능력자들로 이루어진 조직이지만 이 조직의 자세한 내막은 아직 공개되지 않았다.

## 캐릭터

### 플레이어블 캐릭터
2021년 8월 5일 점검으로 인해 캐릭터의 나이가 1세씩 증가하였고, 블루문 스토리에서 1935년 특정 단체가 궤멸되는 등의 변화가 생겨 몇몇 캐릭터의 소속 또한 변경되었다.
2022년 4월 29일을 기준, 업데이트된 캐릭터는 모두 74명이나 현재 사이퍼즈 내에서 플레이 할 수 있는 캐릭터는 73명이다. 스톰쉐도우의 경우 2015년 2월 5일을 기점으로 헤즈브로와의 제휴가 만료되어 더 이상 플레이가 불가능하기 때문에 취소선으로 표시하였다.

표에 나열된 캐릭터 순서는 캐릭터가 실제로 업데이트된 날 기준으로 하였으나, 인게임에서 캐릭터 목록을 보면 뒤에 업데이트된 캐릭터임에도 불구하고 그 앞자리를 차지하는 경우가 있다. 예를 들면 방출의 레이튼은 전격의 윌라드 보다 먼저 업데이트되었으나 게임 내에서 배치는 윌라드가 레이튼 보다 앞에 있다. 질풍의 카를로스와 삭풍의 빅터도 마찬가지.
| 캐릭터명             | 본명                                   | 코드명          | 연령       | 국적                           | 신장  | 소속                                                       | 체중                | 직업                                                 | 비고                       | 캐릭터 출시일    |
| -------------------- | -------------------------------------- | --------------- | ---------- | ------------------------------ | ----- | ---------------------------------------------------------- | ------------------- | ---------------------------------------------------- | -------------------------- | ---------------- |
| 검룡 로라스          | 알베르토 로라스                        | FAITH           | 33세       | 스페인                         | 185cm | 헬리오스                                                   | 69kg                | 스페인 왕실 호위대                                   |                            | 2011년 6월 7일   |
| 파괴왕 휴톤          | 아론 휴톤                              | BOXER           | 37세       | 아일랜드                       | 192cm | 지하연합                                                   | 102kg               | 백수. 술주정뱅이까지는 아니고.                       |                            | 2011년 6월 7일   |
| 결정의 루이스        | 루이스, 성은 미상                      | ICE             | 28세       | 영국                           | 177cm | 지하연합                                                   | 65kg                | 한 때 런던 외곽의 서점에서 일했다                    |                            | 2011년 6월 7일   |
| 불의 마녀 타라       | 타라 시바스 조노비치                   | SECRETARY       | 32세       | 아르메니아                     | 168cm | 헬리오스                                                   | 47kg                | 계약직 비서                                          |                            | 2011년 6월 7일   |
| 밤의 여왕 트리비아   | 트리비아 카리나                        | EMPRESS         | 34세       | 스웨덴                         | 173cm | 지하연합                                                   | 52kg                | 몸에 문제가 생기기 전까지 모델로 활동했다            |                            | 2011년 6월 7일   |
| 숙명의 카인          | 카인 스타이거                          | SALVATOR        | 43세       | 독일, 프랑스계 혼혈            | 180cm | 무소속, 비능력자                                           | 72kg                | 전직 군인                                            |                            | 2011년 6월 7일   |
| 강각의 레나          | 알려지지 않음                          | RABBIT          | 31세       | 알려지지 않음                  | 48cm  | 전 안타리우스                                              | 48kg                | 포트레너드에서는 술집 종업원으로 일했다              |                            | 2011년 6월 7일   |
| 창룡 드렉슬러        | 다리오 드렉슬러                        | SPEAR           | 35세       | 스페인                         | 183cm | 헬리오스                                                   | 68kg                | 스페인 왕실 호위대                                   |                            | 2011년 6월 7일   |
| 캐논 도일            | 데미언 도일                            | DESTROYER       | 38세       | 아일랜드                       | 190cm | 지하연합                                                   | 101kg               | 토목기술자                                           |                            | 2011년 6월 7일   |
| 조각의 지휘자 토마스 | 토마스 스티븐슨                        | MAESTRO         | 22세       | 캐나다                         | 177cm | 지하연합                                                   | 58kg                | 프리터                                               |                            | 2011년 6월 7일   |
| 재앙의 나이오비      | 잉게 나이오비                          | CALAMITY        | 29세       | 그리스                         | 165cm | 지하연합                                                   | 43kg                | 수학자                                               |                            | 2011년 6월 7일   |
| 시바 포              | 아나벨라 장 마리에                     | ACTRESS         | 31세       | 프랑스                         | 176cm | 무소속                                                     | 51kg                | 영화배우. 숨겨진 직업은 암살자                       |                            | 2011년 6월 7일   |
| 제네럴 웨슬리        | 웨슬리 슬로언                          | MARSHALL        | 43세       | 미국                           | 181cm | 미 육군, 비능력자                                          | 69kg                | 장군, 퇴역상태                                       |                            | 2011년 6월 7일   |
| 별빛의 스텔라        | 메이 헌팅턴                            | STARLIGHT       | 33세       | 미국                           | 167cm | 안타리우스                                                 | 45kg                | 방문판매원                                           |                            | 2011년 6월 7일   |
| 광휘의 앨리셔        | 앨리셔 캘런                            | SAINTE          | 18세       | 벨기에                         | 165cm | 헬리오스                                                   | 51kg                | 고등학생, 영국에 유학 중                             |                            | 2011년 6월 7일   |
| 쫓는 빛의 클레어     | 클레어 스미스                          | CHEERGIRL       | 19세       | 미국                           | 168cm | 저스티스 리그 → 더 호라이즌                                | 55kg                | 고등학생                                             |                            | 2011년 6월 7일   |
| 태도 다이무스        | 다이무스 홀든                          | BLADE           | 30세       | 오스트리아                     | 180cm | 헬리오스                                                   | 77kg                | 은행원                                               |                            | 2011년 6월 7일   |
| 쾌검 이글            | 이글 홀든                              | FEATHER         | 25세       | 오스트리아                     | 178cm | 지하연합                                                   | 72kg                | 백수, 명백하게                                       |                            | 2011년 6월 7일   |
| 소공녀 마를렌        | 마를렌 르 블랑                         | UNDINE          | 12세       | 프랑스                         | 138cm | 헬리오스                                                   | 33kg                | 르 블랑의 상속녀. 이런 것도 직업이라고 할 수 있을까? |                            | 2011년 7월 6일   |
| 격류의 샬럿          | 샬럿, 성은 미상                        | STREAMER        | 11세       | 영국                           | 135cm | 헬리오스? 글쎄…                                            | 31kg                | 없음                                                 |                            | 2011년 7월 6일   |
| 전격의 윌라드        | 윌라드 크루그먼                        | JANUS           | 44세       | 브라질                         | 182cm | 헬리오스                                                   | 78kg                | 헬리오스 무역이사                                    |                            | 2011년 9월 8일   |
| 방출의 레이튼        | 레이튼 펠프스                          | THOR            | 40세       | 노르웨이                       | 185cm | 지하연합                                                   | 82kg                | 오토바이 수리공                                      |                            | 2011년 8월 18일  |
| 기적의 미쉘          | 미쉘 모나헌                            | OMINOUS         | 16세       | 미상                           | 159cm | 어둠의 능력자                                              | 43kg                | 미상                                                 |                            | 2011년 10월 20일 |
| 신비의 린            | 린 드로스트                            | MYSTIC          | 17세       | 네덜란드                       | 162cm | 없음                                                       | 48kg                | 학생                                                 |                            | 2011년 11월 17일 |
| 삭풍의 빅터          | 빅터 하스                              | CHILLY          | 15세       | 네덜란드                       | 155cm | 무소속                                                     | 47kg                | 낮에는 노동자, 밤에는 학생                           |                            | 2012년 1월 19일  |
| 질풍의 카를로스      | 카를로스 오테로                        | GALE            | 16세       | 브라질                         | 157cm | 불명. 윌라드의 명령을 따르는 듯하다                        | 48kg                | 농부. 카니발 기간에는 최고의 무용수가 된다           |                            | 2011년 12월 22일 |
| 둔갑의 호타루        | 호타루 이나바                          | DARING          | 17세       | 일본                           | 161cm | 헬리오스                                                   | 44kg                | 수련생                                               |                            | 2012년 3월 8일   |
| 냉혈의 트릭시        | 트릭시 폭스                            | CYNICAL         | 4세        | 미국                           | 162cm | 무소속, 연합과 회사에 컨택 중                              | 46kg                | 없음                                                 |                            | 2012년 3월 8일   |
| 복수의 히카르도      | 히카르도 바레타                        | MERCILESS       | 24세       | 이탈리아                       | 189cm | 무소속                                                     | 71kg                | 무직                                                 |                            | 2012년 5월 10일  |
| 닥터 까미유          | 까미유 데샹                            | HYPOCRISY       | 25세       | 이탈리아                       | 187cm | 어둠의 능력자                                              | 72kg                | 의사                                                 |                            | 2012년 5월 17일  |
| 관통의 자네트        | 크리스티네 프리츠                      | ROSE            | 22세       | 오스트리아                     | 172cm | 헬리오스                                                   | 53kg                | 오스트리아 황실호위대 대원                           |                            | 2012년 7월 19일  |
| 경이의 피터          | 피터 모나헌                            | WONDERBOY       | 9세        | 미상                           | 123cm | 지하연합                                                   | 25kg                | 학생                                                 |                            | 2012년 8월 16일  |
| 가면의 아이작        | 알려진 바 없음                         | REVIVAL         | 알 수 없음 | 체코슬로바키아                 | 180cm | 안타리우스                                                 | 70kg                | 없음                                                 |                            | 2012년 12월 13일 |
| 강철의 레베카        | 레베카 러쉬톤                          | ENERGY          | 24세       | 스위스                         | 169cm | 지하연합                                                   | 53kg                | 전직 경찰                                            |                            | 2012년 11월 1일  |
| 축포의 엘리          | 엘리노어 러브 캠벨                     | SALUTE          | 7세        | 미국                           | 120cm | 지하연합                                                   | 23kg                | 직업을 가질 수 없는 나이                             |                            | 2013년 1월 17일  |
| 통찰의 마틴          | 마틴 챌피                              | ATTRACTIVE      | 25세       | 영국                           | 178cm | 그랑플람 재단                                              | 70kg                | 재단 후원자                                          |                            | 2013년 2월 14일  |
| 포효의 브루스        | 브루스 보이틀러                        | VIGOR           | 59세       | 영국                           | 192cm | 그랑플람 재단                                              | 88kg                | 재단 후원자                                          |                            | 2013년 1월 31일  |
| 드루이드 미아        | 미상                                   | DRUID           | 20세       | 미상                           | 155cm | 어둠의 능력자                                              | 45kg                | 거리의 음악가                                        |                            | 2013년 4월 11일  |
| 엘윈의 드니스        | 드니스 와이즈 룬데                     | PLANT           | 29세       | 노르웨이                       | 177cm | 일단은, 헬리오스                                           | 51kg                | 삼림감시원. 하지만 감시할 숲을 잃었다.               |                            | 2013년 8월 14일  |
| 격검의 제레온        | 제레온 프리츠                          | BERSERK         | 46세       | 오스트리아                     | 188cm | 검의 형제 기사단                                           | 85kg                | 전 황실 호위대장                                     |                            | 2013년 7월 18일  |
| 선무의 루시          | 루시 리                                | PRIMA           | 20세       | 중국                           | 165cm | 헬리오스                                                   | 49kg                | 교환학생                                             |                            | 2013년 11월 28일 |
| 천기의 티엔          | 티엔 정                                | FORCE           | 30세       | 중국                           | 180cm | 그랑플람 재단                                              | 75kg                | 그랑플람 재단 아시아지부 스카우터                    |                            | 2014년 2월 13일  |
| 신령의 하랑          | 이하랑                                 | ORACLE          | 18세       | 조선                           | 171cm | 그랑플람 재단                                              | 64kg                | 학생                                                 |                            | 2014년 1월 2일   |
| 거너 J               | J. 헤이스팅스                          | RANGER          | 27세       | 미국                           | 169cm | 무소속                                                     | 52kg                | 없음                                                 |                            | 2014년 4월 29일  |
| 섬광의 벨져          | 벨져 홀든                              | RAPID           | 27세       | 오스트리아                     | 178cm | 검의 형제 기사단                                           | 68kg                | 알려진 바 없음                                       |                            | 2014년 7월 10일  |
| 스톰쉐도우           | -                                      | -               | -          | -                              | -     | -                                                          | -                   | -                                                    | 최초의 콜라보레이션 캐릭터 | 2014년 8월 17일  |
| 파문의 선율 리첼     | 리첼 스트라우스                        | PERFORMER       | 18세       | 미상                           | 165cm | 더 호라이즌                                                | 46kg                | 학생, 인디 밴드 멤버                                 |                            | 2014년 9월 18일  |
| 조화의 선율 리사     | 리사 스트라우스                        | ARIA            | 18세       | 미상                           | 165cm | 더 호라이즌(본인이 더 호라이즌 소속이라는 걸 알기는 할까.) | 46kg                | 없음(최근 고등학교를 그만 두었다.)                   |                            | 2014년 11월 13일 |
| 여행자 릭            | 릭 톰슨                                | TACHYON         | 34세       | 미국                           | 178cm | 무소속                                                     | 70kg                | 회사원                                               |                            | 2015년 1월 8일   |
| 사도 제키엘          | 제키엘 헌팅턴                          | APOSTLE         | 29세       | 미국                           | 182cm | 안타리우스                                                 | 70kg                | 재림회 단장                                          |                            | 2015년 3월 12일  |
| 헌터 탄야            | 탄야 랜킨                              | POISON          | 30세       | 독일                           | 170cm | 어둠의 능력자 → 안타리우스                                 | 55kg                | 능력자 사냥꾼                                        |                            | 2015년 4월 30일  |
| 눈보라의 캐럴        | 캐럴라인 맥고윈                        | SNOWSTORM       | 16세       | 미국                           | 152cm | 더 호라이즌                                                | 40kg                | 학생                                                 |                            | 2015년 7월 23일  |
| 광대 라이샌더        | 라이샌더                               | PUPPET          | 알 수 없음 | 알 수 없음                     | 162cm | 무소속                                                     | 50kg                | 서커스단 단원                                        |                            | 2015년 10월 1일  |
| 환멸의 루드빅        | 루드비히 와일드                        | ALBEDO          | 33살       | 독일                           | 185cm | 무소속                                                     | 78kg                | 헌터                                                 |                            | 2015년 12월 17일 |
| 공학도 멜빈          | 멜빈 리히터                            | DEUS EX MACHINA | 24세       | 독일 (부 : 인도 / 모 : 독일)   | 165cm | 더 호라이즌                                                | 52kg                | 학생                                                 |                            | 2016년 5월 19일  |
| 성흔의 디아나        | 디아나 드로스트                        | STIGMA          | 27세       | 네덜란드                       | 173cm | 없음                                                       | 53kg                | 없음                                                 |                            | 2016년 7월 21일  |
| 기자 클리브          | 클리브 스테플                          | PERSONA         | 29세       | 영국                           | 181cm | 없음                                                       | 78kg                | 기자, 가십 페이퍼                                    |                            | 2016년 9월 8일   |
| 증폭의 헬레나        | 헬레나 하스                            | DEVOTION        | 40세       | 독일                           | 178cm | 안타리우스                                                 | 64kg                | 연구원                                               |                            | 2016년 11월 17일 |
| 격투가 에바          | 에바 디아스                            | GRAPPLER        | 21세       | 아르헨티나                     | 166cm | 헬리오스                                                   | 51kg                | 모험가                                               |                            | 2017년 1월 19일  |
| 설계자 론            | 로널드 힐                              | SANDMAN         | 39세       | 미국                           | 180cm | 무소속                                                     | 70kg                | 무직 (최근까지 광업환경조사관으로 파견근무)          |                            | 2017년 11월 16일 |
| 폭룡 레오노르        | 레오노르 드렉슬러                      | GUARDIAN        | 40세       | 스페인                         | 178cm | 무소속                                                     | 63kg                | 스페인 왕실 호위대 아틀라티코 드라군 대장            |                            | 2018년 3월 15일  |
| 구원자 시드니        | 시드니 크리스토퍼 젤러즈니             | AGATHOS         | 26세       | 체코슬로바키아                 | 165cm | 안타리우스                                                 | 53kg                | 구원회 단장                                          |                            | 2018년 7월 12일  |
| 흑영의 테이          | 하태의                                 | EREBUS          | 28세       | 조선                           | 183cm | 그랑플람 재단                                              | 70kg                | 체탐인                                               |                            | 2018년 11월 15일 |
| 잿더미의 티모시      | 티모시 스티브 울프                     | SCAPEGOAT       | 23세       | 영국                           | 177cm | 지하연합                                                   | 65kg                | 우유 배달원                                          |                            | 2019년 3월 14일  |
| 집행자 엘프리데      | 엘프리데 바이스                        | XIII.Death      | 28세       | 오스트리아                     | 172cm | 없음                                                       | 54kg                | 헌터                                                 |                            | 2019년 7월 18일  |
| 악몽의 티샤          | 티샤 홀링스워스                        | NIGHTMARE       | 32세       | 미국                           | 174cm | 없음                                                       | 55kg                | 점성가                                               |                            | 2019년 9월 5일   |
| 카로슈               | 알려지지 않음                          | STYX            | 25세       | 브라질 (현재는 돌아갈 수 없다) | 175cm | 없다. (누군가에게 고용된 듯하다)                           | 59kg (개조 전 기록) | 용병                                                 |                            | 2019년 12월 13일 |
| 대지의 라이언        | 라이언 하트                            | TITAN           | 20세       | 미국                           | 184cm | 더 호라이즌                                                | 80kg                | 없음 (중학교 중퇴)                                   |                            | 2020년 4월 9일   |
| 파수꾼 A             | 알려지지 않음                          | PANOPTICON      | 36세       | 미국                           | 176cm | 일단은 저스티스 리그 → 안타리우스                          | 57kg                | 수의사 (조류 전문)                                   |                            | 2020년 7월 16일  |
| 연금술사 에밀리      | 에밀리 데이                            | MAGNUM OPUS     | 21세       | 오스트레일리아                 | 160cm | 없음                                                       | 47kg                | 제빵사 (에디데이 베이커리 운영 중)                   |                            | 2020년 9월 28일  |
| 갈증의 플로리안      | 플로리안 훅스                          | FAUNUS          | 31세       | 리히텐슈타인                   | 153cm | 안타리우스                                                 | 46kg                | 무직                                                 |                            | 2020년 12월 22일 |
| 선구자 케니스        | 케니스 하트                            | LEVIATHAN       | 28세       | 미국                           | 181cm | 저스티스 리그 → 무소속                                     | 75kg                | 학생 (휴학 중)                                       |                            | 2021년 4월 2일   |
| 열망하는 이사벨      | 이사벨 스토니                          | FAIRY           | 26세       | 미상                           | 168cm | 무소속                                                     | 48kg                | 없지 않을까?                                         |                            | 2021년 8월 19일  |
| 관조의 헤나투        | 헤나투 라우렌시오 나시멘투             | ERUDITO         | 46세       | 포르투갈                       | 179cm | 헬리오스(1년 간)                                           | 79kg                | 교수                                                 |                            | 2021년 12월 31일 |
| 조율자 숙희          | 수키, 조선에서 사용 중인 이름은 강숙희 | AETAS LAPIDEA   | 미상       | 미상                           | 166cm | 무소속                                                     | 58kg                | 현재는 학생                                          | YRAP 콜라보레이션 캐릭터   | 2022년 4월 7일   |

## 시스템
인터페이스
전 캐릭터 공통으로 기존의 FPS류 게임과 같이 W,A,S,D 키로 이동하며, 마우스로 카메라의 시점을 회전할 수 있다. F키는 잡기기술로 잡기가 시전되는 동안 잡은 플레이어와 잡힌 플레이어는 무적상태가 된다. E키는 궁극기버튼이다. Space(SP)키는 캐릭터의 회피, 이동, 반격 등 유틸성과 연관되어 있다. Q키는 캐릭터 특수기술로 있는 캐릭터도 있고 없는 캐릭터도 존재한다. 대개 Q키가 있는 캐릭터는 마우스 양쪽 스킬(LR)이 없다. 예외적으로 신령의 하랑과 플랜 디코이된 둔갑의 호타루의 경우 Q키 스킬와 LR키 스킬을 모두 보유하고 있다. Shift + 마우스 좌측버튼(SL)은 전 캐릭터 공통으로 누워 있는 상대방을 공격할 수 있는 다운스킬이다. 마우스 좌측버튼(L)은 기본공격으로 속칭 평타라고도 한다. 마우스 우측버튼(R)은 캐릭터 공격스킬로 양쪽버튼(LR)이 없는 캐릭터의 경우 이 스킬이 주력기가 되기도 한다. 웨슬리의 경우는 아군의 체력을 회복시켜주는 스킬이다.
F10키는 음소거, `(1키 왼쪽에 있는 물결버튼)는 플레이 도중 아군, 적군, 클랜채팅, 귓속말을 차단할 수 있는 기능을 가지고 있다. [,]버튼으로 마우스 감도를 조절할 수 있으며, 미니엄은 0.5, 맥시멈은 10.0까지 조절할 수 있고 한번 누를 때마다 0.1씩 상승 및 감소한다.  ' 키는 조준유도를 설정 또는 해제할 수 있는 버튼으로 게임시작 후 30초동안만 사용할 수 있다. 30초 이후에는 별도로 옵션 메뉴가서 지정하여야 한다.
Tab키를 누르면 전장 상황을 알 수 있으며 적군을 포함한 모든 유저들의 킬, 파괴, 도움 등 전장에서 활약한 부분을 수치로 데이터한 정보를 볼 수 있다.
`(Tab키 바로 위에 있는 키)키를 누르면 아이템 템트리를 보는 기능이 추가되어서 아군의 경우 게임시작과 동시에 아군의 장비아이템 및 스킬링 세팅과 투자 횟수 등 확인할 수 있고, 소모아이템 등을 확인할 수 있다. 적군의 경우 일반전에서는 게임을 시작하고 5분 뒤에 공개되지만, 공식전에서는 공개되지 않기 때문에 게임 진행 중에는 확인할 수 없다. 일반전의 경우 29분 59초가 되면 모든 유저들의 장비아이템, 스킬링의 세팅과 투자 횟수, 소모아이템 및 특수킷 세팅을 볼 수 있다는 것이다.  `(Tab바로 위에 있는 키)키의 다른 기능으로 누르면 인게임 채팅차단 및 클랜채팅, 귓속말을 차단할 수 있다.
지도
모든 전장은 세로로 긴 직사각형이고, 남북 양쪽 끝에 서로의 HQ가 있다. HQ 주변에는 본진을 수호하는 수호타워 2개와 강력한 수호자가 있고, 전방에는 1,2,3번 타워가, 본진의 양쪽 입구에 4,5번 타워가 배치되어 있다. 1,2,3,4,5번 타워를 모두 파괴하면 HQ를 파괴할 수 있고, 상대방의 HQ를 파괴하는 것이 최종 목표이다.
공성전에서 사용할 수 있는 맵은 가장 기본적인 맵인 리버포드, 안개지역을 이용하여 다른 전략을 펼칠 수 있는 메트로폴리스와 스프링필드, 중앙지역이 매우 넓어 넓은 지역에서 전투가 가능한 브리스톨이 있다. 그러나 전반적인 지도들은 리버포드의 틀을 깨지 않았다. 그리고 일반적 및 친선전에서만 선택되던 새로운 틀로 구성된 아인트호벤은 일반전 및 친선전에서도 볼 수가 없으며, 낮은 확률로 고급 협력전에서 등장한다. 사이퍼즈 공성전에서 사용되는 맵은 무작위로 추첨된다.
지도상에 나타나는 물체는 크게 건물류, 수호자, 아군·적군 캐릭터, 센티넬, 철거반, APC, 기타 오브젝트로 분류된다.
기본적으로 아군은 파란색으로, 적군은 붉은색으로 표시된다.
지도상에 노란색 점으로 표시되는 것은 센티넬로, 지정된 위치에서 1분마다 다시 생겨나며 파괴하면 일정량의 코인을 준다. 파란색, 빨간색 점은 철거반으로, 일정 시간마다 생겨나 경로를 따라 움직이며 상대방의 타워를 파괴한다. 철거반을 파괴하면 일정량의 코인을 준다. APC는 통신기로 소환된 APC와 공성·전투지원부대가 포함되고, 기타 오브젝트는 지뢰, 센트리 등이 있다.
건물류의 체력 등 기타 정보
|           | 체력  | 방어력                 | 회피                   | 누적코인 | 파괴코인 | 어시스트코인 | 전원지급코인 |
| --------- | ----- | ---------------------- | ---------------------- | -------- | -------- | ------------ | ------------ |
| 1,3번타워 | 20000 | 근거리 10%, 원거리 30% | 근거리 60, 원거리 90   | 1000     | 100      | 40           | 100          |
| 2번타워   | 22000 | 근거리 10%, 원거리 30% | 근거리 60, 원거리 90   | 1000     | 100      | 40           | 100          |
| 4,5번타워 | 25000 | 근거리 10%, 원거리 50% | 근거리 90, 원거리 120  | 1000     | 300      | 120          | 300          |
| 수호타워  | 15000 | 근거리 10%, 원거리 50% | 근거리 90, 원거리 120  | 500      | 300      | 120          | 0            |
| 수호자    | 16250 | 근거리 10%, 원거리 30% | 근거리 120, 원거리 150 | 1020     | 300      | 100          | 0            |
| HQ        | 20000 | 0                      | 근거리 90, 원거리 120  | ?        | 300      | 120          | 0            |

### 철거반
일반 철거반
센티넬에 이어 코인을 제공하는 코인 수급원으로써, 기지에서 10초 마다 생성되는 일종의 미니언개념이라고 생각하면 된다. 1500의 체력의 가지고 있으며 라인을 따라 상대방 HQ를 향해 전진하며 시야를 제공한다. 전진하는 도중 일정거리 내에 적군(적군 철거반, 적 플레이어)가 보일 경우 그 대상에게 붙어서 근거리 공격을 한다. 공격속도는 느린 편이며, 상당히 뭉쳐있는 철거반을 잡을 경우 300~400정도의 코인을 수급할 수 있기도 하다.
강화 철거반
2단계 트루퍼를 처치할 때부터 센터 라인을 제외한 좌우 측 라인의 중간지점에 생성된다. 일반 철거반보다 더 넓은 시야를 가지고 있으며, 도중에 적 플레이어나 적군 철거반을 만나도 아랑곳하지 않고 오로지 건물을 향해 돌격한다. 생성될 때부터 슈퍼아머이기 때문에 일반적인 공격을 해도 다운되지 않는다. 일반 철거반보다 단단한 편이다.

### 아이템
캐릭터는 게임 중 모은 코인으로 아이템을 구매할 수 있다. 장비아이템은 손, 머리, 가슴, 허리, 다리, 발, 목, 장신구1,2,3,4와 장신구ALL로 구분되고, 킷트류는 회복킷, 가속킷, 공격킷, 방어킷, 특수킷으로 구분된다. 손은 공격력을, 머리는 치명을, 가슴은 체력을 올려주는 등 부위별로 특화되어 있다. 부위별로 장착단계가 다르고 단계가 올라갈수록 가격이 비싸진다. 킷트류의 경우 일정시간동안 해당 효과를 내며 시간이 지나면 효과가 사라진다. 장비, 장신구, 킷트류의 구매는 언제든지 단축번호를 사용해 가능하지만 레벨 제한이 있다.
현재 Eclipse 시즌(EC시즌)과 Super Moon시즌(SM시즌)이 있으며, EC 시즌에는 Omen(OM), MP(Multi Performance), DP(Dual Position)의 세 종류로 분류되며, SM시즌에는 Battle State(BS) 한 종류가 있다.

아이템의 등급
커먼: 흰색. 비교적 구하기가 쉽고 시즌의 구분이 없다.
언커먼: 파란색. 언커먼 이상 등급부터 OM, MP, DP, BS 아이템이 구분되어 있다.
레어: 보라색. 각 아이템에 대한 캐릭터들의 코멘트가 붙어있는 것이 특징이다.
유니크: 분홍색. 아이템 등급 중 최상위 등급. 아이템 세팅시 유니크 아이템에서만 볼 수 있는 특별한 이미지를 볼 수 있다. 또한 이클립스, 슈퍼문 두가지로 나뉘며 인간추가공격력, 이동거리 증가, 이동속도 증가, 공격범위 증가, 공격속도 증가 등 전투 중 유용한 옵션이 부여된다, 일반적으로 3단계까지 올릴 수 있는 손과 가슴 부위의 경우 2단계까지만 장비를 구매해도 옵션의 절반효과를 부여받을 수 있지만  불의 마녀 타라의 손 유니크 장비인 <<E 데몰리션 파이어>>와 삭풍의 빅터의 손 유니크 장비 <<E 스톰 브링어>>처럼 3단계부터 완전한 효과를 부여받을 수 있는 일부 유니크 아이템도 존재한다.
특수 아이템
소모아이템 중 5번 슬롯은 특수아이템 슬롯이다. 스킬의 공격력과 사정거리, 지속시간,속도 등 부가효과를 강화해주는 임팩트류(궁극기의 경우 맥시머), 일정시간 시야가 넓혀주는 레이더, 일정시간 주변 시야(지뢰나 센트리를 감지)를 밝혀주는 설치형 아이템인 DT류와 스파이더류 등이 있다.
임팩트: 등급은 언커먼이며, 스킬의 추가공격력, 사정거리, 공격범위, 효과확률 등이 증가되는 아이템이다. 지속시간은 20초이고 비용은 100코인.
맥시머: 등급은 레어이며, 궁극기 스킬의 추가공격력, 사정거리, 공격범위 등이 증가되는 아이템이다. 지속시간은 20초이고 비용은 200코인.(쿨타임은 150초)
PS 레이더R0, R1, R4: 등급은 R0-커먼(섬멸전 전용),  R1-커먼, R4-언커먼, 캐릭터의 시야를 넓혀주며 안개너머 시야를 확보할 수 있게 되고 은신과 지뢰, 인사이트를 감지할 수 있게 된다. PS 레이더 R0은 섬멸전 모드에서만 지급하는 아이템이다.지속시간 30초. PS 레이더 R1과 PS 레이더 R4의 지속시간은 60초이고 비용은 100코인. PS 레이더 R1은 달러샵에서 800달러에 구입이 가능하다. R1레이더와 R4레이더의 성능 차이로 인하여 대부분 R4를 선호한다.
DT 인사이트R1, 인사이트 엔진T7: DT 인사이트 R1은 커먼, 인사이트 엔진T7은 언커먼. 7초간 해당지역의 시야를 확보할 수 있다. 은신과 지뢰감지 기능도 있다. 지속시간은 7초, 비용은 100코인 R1은 달러샵에서 800달러에 구입이 가능하다.
T-11 스파이더 : 인사이트가 설치지역을 중심으로 하여 긴 시간 시야를 밝혀주는 아이템이라면 스파이더는 전방 2500거리의 시야를 잠시 밝혀주는 아이템이다. 지속시간은 인사이트 보다 짧으며, 비용은 100코인
하드스킨 크래셔, 하드스킨 버스터: 하드스킨 크래셔는 5초간 근거리 슈퍼아머(=파란색), 하드스킨 버스터는 5초간 원거리 슈퍼아머(=초록색)를 갖게 해준다. 지속시간은 5초이며, 비용은 400코인이며 0.5초의 발동시간이 있다. 재사용 대기시간이 긴 편이다.
(쿨타임은 맥시머와 동일)
트론 통신기 A1: APC앨리셔를 소환할 수 있는 통신기. 등급은 언커먼이며, 사용하면 앨리셔가 소환되며 60초간 지속된다. 비용은 500코인. 앨리셔 통신기는 앨리셔 궁극기-심판의 빛(E)과 블링크(SP), 광자력 빔(LR)을 제외한 모든 스킬을 사용한다. (단, 소환 도중 피격을 받으면 소환은 중지되며, 사용한 코인은 되돌려받을 수 없다.)
트론 통신기 C1: APC클레어를 소환할 수 있는 통신기. 등급은 언커먼이며, 사용하면 클레어가 소환되며 60초간 지속된다. 비용은 500코인. 클레어 통신기는 클레어 궁극기-글래머러스 빔(E)과 블링크(SP), 클렌징 빔(LR)을 제외한 모든 스킬을 사용한다. (단, 소환 도중 피격을 받으면 소환은 중지되며, 사용한 코인은 되돌려받을 수 없다.)
T1 통신기: APC도일을 소환할 수 있는 통신기. 등급은 언커먼이며, 사용하면 도일이 소환되며 40초간 지속된다. 비용은 500코인이며, 적군 타워와 수호타워, HQ만 공격한다. 도일 통신기는 도일의 모든 스킬과 휴톤의 바야바 스킬을 사용한다. (단, 소환 도중 피격을 받으면 소환은 중지되며, 사용한 코인은 되돌려받을 수 없다.)
T2 통신기: APC레나를 소환할 수 있는 통신기. 등급은 언커먼이며, 사용하면 레나가 소환되며 60초간 지속된다. 비용은 500코인이며, 적군 철거반이나 수호자, 적군유저만 공격한다. 레나 통신기는 질주(SP)를 제외한 모든 스킬을 사용한다. (단, 소환 도중 피격을 받으면 소환은 중지되며, 사용한 코인은 되돌려받을 수 없다.)

### 트루퍼
1~2단계 트루퍼는 근거리 공격을 하는 저돌적인 크라서스와 원거리 공격을 하는 폭렬의 사이어스가 있으며 3~4단계 트루퍼는 벨로스와 벨로스EX이 있다. 전투가 시작된 지 5분이 지나면 등장하며, 등장하는 위치는 지정된 위치에서 랜덤이다. 트루퍼는 등장시간에 따라 강력해지며, 트루퍼를 처치하여 얻는 효과 또한 강력해진다. 1단계 트루퍼를 제거하고 얻는 효과에서는 공성지원부대와 전투지원부대는 소환되지 않는다. 그리고 게임의 의존도가 트루퍼 처지효과에 의존되는 경향이 높다고 판단한 나머지 1 ~ 3단계 트루퍼 처치효과의 지속시간이 90초에서 60초로 감소되었다. 지금은 4단계 트루퍼 처치효과의 지속시간은 90초이다. 트루퍼는 제거되는 시점으로부터 2분 뒤에 랜덤한 위치에 다시 등장하며 등장하기 20초 전에 트루퍼 등장 예정 지점이 표시 된다. 15U시즌을 시작하면서 트루퍼를 잡을 때 막타코인이라는 개념이 사라지는 대신 자신을 포함한 아군 5명에게 글로벌 코인 개념으로 각각 지급한다.
시간경과에 따른 트루퍼 단계
|       | 시간대          | 글로벌 코인 |
| ----- | --------------- | ----------- |
| 1단계 | 35: 00 ~ 32: 00 | 150         |
| 2단계 | 31: 59 ~ 27: 00 | 200         |
| 3단계 | 26: 59 ~ 20: 00 | 250         |
| 4단계 | 19: 59 ~ 00: 00 | 300         |

트루퍼의 종류
근거리 트루퍼
1-2단계에는 저돌적인 크라서스가 등장하며 체력이 반 이하 또는 특정타이밍 때 스핀을 돌면서 지면을 내려치는 공격을 한다.
3-4단계부터는 벨로스가 등장하며 벨로스는 우지, 돌진 또는 근접 공격을 한다. 돌진 공격을 준비하는 동작에서 짧은 무적시간이 존재한다.
※ 크라서스 및 벨로스 처치 시 얻는 효과 : 공격력, 치명타, 이동속도, 시야 증가 또는 전투지원부대
|       | 체력  | 공격력 |
| ----- | ----- | ------ |
| 1단계 | 12000 | 300    |
| 2단계 | 16500 | 375    |

원거리 트루퍼
1-2단계에는 폭렬의 사이어스가 등장하며 체력이 반 이하 또는 원거리 스킬을 이용한 공격을 하면 다운을 유도하는 미사일을 난사한다.
3-4단계부터는 벨로스EX가 등장하며 넘어지는 다운을 유발하는 미사일을 2발 쏘며 근접시에는 스핀을 돌며 마지막타격에는 넘어진다.
체력이 반 이하로 떨어지면 레이저를 발사하는데 트루퍼에게 가까이 붙으면 맞지 않는다. 레이저 준비 동작에서 짧은 무적시간이 존재한다.
※ 사이어스 및 벨로스EX 처지 시 얻는 효과 : 체력 증가, 방어력 증가, 체력 회복, 공성 추가공격력(1-2단계) / 즉시 리스폰(3-4단계) 또는 공성지원부대
|       | 체력  | 공격력 |
| ----- | ----- | ------ |
| 1단계 | 10500 | 240    |
| 2단계 | 15000 | 330    |

#일명 부르르 떠는 때에 트루퍼에 버프가 걸린다. 방어력 증가인 걸로 알고있다. 이 때 잡기를 하면 버프가 걸리지 않아 잡기 수월해진다.
3단계부터는 덩치가 커서 잡기불가, 최근 패치로 1,2단계 트루퍼를 번지를 시켜도 죽지 않고 원래 있던 자리로 이동된다)

 트루퍼 버프의 종류 
공격력, 치명타, 이동속도, 시야증가: 아군 캐릭터의 공격력과 치명타, 이동속도 시야가 증가한다.
체력 증가, 체력 회복, 방어력: 아군 캐릭터의 최대체력이 증가하며, 체력이 서서히 회복되고, 방어력, 공성 공격력이 증가한다. 3단계 이후 트루퍼에게 이 효과를 얻으면 공성 공격력 증가 버프는 사라지며 아군 즉시 리스폰 효과도 같이 얻을 수 있다.
전투지원부대: 2단계 이상 크라서스 혹은 벨로스를 잡을 때 등장하며, 잡은 그 자리에 로라스 APC 2명과 드렉슬러 APC 2명이 소환된다. 로라스 APC와 드렉슬러 APC는 궁극기를 제외한 모든 스킬을 사용한다.
공성지원부대: 2단계 이상 사이어스 혹은 벨로스EX을 잡을 때 등장한다. 지도 상의 9시, 센터, 3시 지역에 도일APC 각각 1명씩 3명이 소환된다. 넘어지지 않고 일반적인 잡기(F)는 통하지 않는다. 건물에게 돌진할 때 휴톤의 바야바(R)를 이용하여 돌진하고, 궁극기인 초 스트레이트(E)를 사용한다. 경로를 방해하면 캐릭터를 공격한다.
| 단계         | 버프 효과                                      |
| 1단계 트루퍼 | 공격력+50, 치명타+5%, 이동속도+30, 시야+50     |
| ------------ | ---------------------------------------------- |
| 2단계 트루퍼 | 공격력+100, 치명타+10%, 이동속도+60, 시야+100  |
| 3단계 트루퍼 | 공격력+150, 치명타+15%, 이동속도+90, 시야+150  |
| 4단계 트루퍼 | 공격력+200, 치명타+20%, 이동속도+120, 시야+200 |

| 단계         | 버프효과                                                          |
| ------------ | ----------------------------------------------------------------- |
| 1단계 트루퍼 | 체력 +600, 방어력 +5%, 체력회복 초당 +10, 공성 추가 공격력 +10%   |
| 2단계 트루퍼 | 체력 +1200, 방어력 +10%, 체력회복 초당 +20, 공성 추가 공격력 +20% |
| 3단계 트루퍼 | 체력 +1800, 방어력 +15%, 체력회복 초당 +35, 즉시 리스폰           |
| 4단계 트루퍼 | 체력 +2400, 방어력 +20%, 체력회복 초당 +50, 즉시 리스폰           |

### 점수
건물 공격시 : 피해량의 5%, 파괴 150점, 어시스트 80점 (피해량이 최대체력 초과시에도 그에 비례하여 점수계산)
 캐릭터 공격시 : 피해량의 5%, 킬 100점, 어시스트 80점
 테크닉 : 5점. 크리티컬, 백어택, 더블어택, 공격으로 코인 획득시 1테크닉, 중복되는 경우 테크닉 2배 적용
체력이 20% 이하일 경우 캐릭터 공격, 킬로 획득하는 점수 40% 상승
센트리 레이더 5점(안개지역 10점), 축복의 빛 5점, 회오리 바람 25점, 기어 3 스타라이트(별빛의 스텔라 궁극기) 범위 내의 적을 공격한 아군이 얻은 점수는 스텔라도 받음. 스캐닝 성공시 100점.

### 랭크(Rank) 시스템
13-14FW시즌에서 처음으로 도입된 시스템. 일정 RP(Rank Point)를 가지고 있으면, 이에 맞는 등급과 그 등급 내에서도 티어를 부여받게 된다. 등급을 부여받기 전에 10판의 배치고사를 쳐야하는데, 배치고사에서 진행된 게임 성적 내용을 토대로 등급이 결정되었다. 그러나 배치고사를 통해서 얻을 수 있는 최대등급은 Joker, 배치고사를 통해서 Ace등급을 배치받는 일은 없다.(15 시즌에서 Joker5가 최대) 전 시즌 랭킹도 어느정도 반영 그리고 사이퍼즈 랭크 시스템의 특징은 등급 간의 강등도 존재한다. 2015년 12월 17일 2016 헬리오스(2016H)시즌이 시작되면서 랭크시스템에 변화가 생겼는데, 티어별 5단계 구조가 3단계구 구조로 변화하였고 일정 RP에 도달하면 승급전 또는 강등전을 치르게 된다. 티어간 승급/강등전은 5판 3선승제, 단계간의 승급/강등전은 3판 2선승제로 구성된다. 또한 휴식점수가 생겨, 14일간 공식게임을 하지 않을 때, 점점 랭크가 낮아지며 공식승리 시 휴식점수에서 차감하며 공식승리 RP x 2배로 점수를 준다. (지금현재 2017년 8월 31일 기준으로 공식전에는 방어전만 존재하며, 실패시에는 -300 RP가 깎인다.)
| 랭크     | RP          | 승급 후 RP | 실패 후 RP |
| -------- | ----------- | ---------- | ---------- |
| Ace 1    | 4200 이상   | -          | -          |
| Ace 2    | 4000 ~ 4199 | 4300       | 4100       |
| Ace 3    | 3800 ~ 3999 | 4100       | 3900       |
| Joker 1  | 3600 ~ 3799 | 3900       | 3700       |
| Joker 2  | 3400 ~ 3599 | 3700       | 3500       |
| Joker 3  | 3200 ~ 3399 | 3500       | 3300       |
| Gold 1   | 3000 ~ 3199 | 3300       | 3100       |
| Gold 2   | 2800 ~ 2999 | 3100       | 2900       |
| Gold 3   | 2600 ~ 2799 | 2900       | 2700       |
| Silver 1 | 2400 ~ 2599 | 2700       | 2500       |
| Silver 2 | 2200 ~ 2399 | 2500       | 2300       |
| Silver 3 | 2000 ~ 2199 | 2300       | 2100       |
| Bronze 1 | 1800 ~ 1999 | 2100       | 1900       |
| Bronze 2 | 1600 ~ 1799 | 1900       | 1700       |
| Bronze 3 | 0 ~ 1599    | -          | 1500       |

## 대회 및 주요 사건들

### 1차 PC방 클랜전
2011년 8월 13일에 1차 예선, 8월 20일에 2차 예선이 진행되었다. 그 결과 1차 예선에서 WannaBe와 VIP가, 2차 예선에서 투신과 영웅이 각각 1,2위로 진출하였다. 9월 3일 오페라하우스에서 열린 본선에서는 VIP를 꺾은 투신(하데, 디펜더, Cacaya, Hoya, 불멸, 미케르넬과 WannaBe를 꺾은 영웅(흑색잎, 힐더, 한번해볼까, 대극, 재요이)이 결승에 진출하게 되었다. 결승에서 투신은 서로 5랜덤을 선택한 첫세트를 영웅에게 내줬으나 이후 2경기를 내리 따내며 2:1 역전승으로 우승을 차지했다.

### 전국 클랜 최강자전(2차 클랜전)
2011년 11월 26일부터 12월 4일까지 전주, 대구, 광주, 부산, 청주, 대전, 서울, 청주 등 8개 도시에서 예선전을 진행하여 지역예선을 우승한 8개 클랜이 12월 21일 부산 벡스코 컨벤션 홀에서 본선 토너먼트를 진행하였고, 이는 4주에 걸쳐 온게임넷에서 녹화방송 되었다. 최종 결승에선 대구대표로 진출한 소나타(흑색잎, 더헬, 회피캐릭, 양민양민양민, 달빛세상, Fixe, 미케르넬)가 전주 대표로 진출한 싸이코패스(신원결의, 켈사이크, 양민학살, 슈타이어, 천시화, 히라, 르테스)를 2:0으로 꺾고 우승을 차지했다.

### 2012 사이퍼즈 PC방 최강자전
2012년 4월 14일부터 5월 26일까지 1차 대회, 5월 12일부터 7월 14일까지 2차 대회를 개최하여 각 대회 8강 진출팀 16개 팀이 8월 26일 신도림 테크노 마트에서 본선 토너먼트를 가졌다. 처음으로 클랜 단위가 아닌 팀 단위로 대회가 진행되었으며, 꽃보다사퍼(권뀨, 연지, 푸핫Hello, 삭제일보전, 봉쿤, 챈트) 팀이 접전 끝에 저격(양민학살, 더헬, 페렌토, 서현, 밋꾸, 아쿠아1, INNE)을 2:1로 꺾고 우승을 차지했다.

### 액션토너먼트 2012-2013 Winter
2012년 11월 24일부터 2012년 12월 28일까지 전국 256개의 PC방에서 예선전이 진행되었고, 거기서 선발된 8팀을 기준으로 2013년 1월 8일부터 본선전이 온게임넷을 통해 방송된 리그이다. 결승전을 제외한 8강전과 4강전은 단판승부였으며, 맵은 리버포드 고정이였다. 단, 결승전에서는 3판 2선승제를 채택하였고 맵은 아인트호벤을 제외한 모든 맵 선택이 가능했다. 여기서 T5(육재현, 양민혁, 서우현, 이정욱, 원재일)가 기사회생(이동식, 이준호, 이선호, 한현호, 나윤수)을 2:0으로 꺾고 최종우승을 확정지었다.

### 조각의 지휘자 토마스
2013년 설날기념 제작된 유저의 동영상에서 사이퍼즈 캐릭터 토마스가 동성 캐릭터를 사랑하는(속칭 게이) 컨셉으로 나오게 되는데, 이 부분이 운영자 발빠른R과 유저들 사이에 댓글 논란이 가세화되었다. 토마스는 캐릭터 스토리와 아이템 장비의 플레이버 텍스트 내용 상 같은 결빙 능력자 루이스를 동경하는데 이 부분이 심화되면서 토마스라는 대신 토게이라고 불릴 정도다. 토마스를 최애캐(최고로 애정을 갖는 캐릭터)로 하는 유저들과의 댓글 전쟁이 일어났고, 한 유저의 합리적으로 제시한 댓글을 발빠른R은 가차없이 삭제해버렸다.(참고로 이 유저의 댓글에서 욕설 및 비하 발언은 없었다고 한다.) 자신의 댓글이 이유없이 삭제되는 것에 대해 이의를 제기하자 발빠른R은 도배하지 말라는 글을 올렸고, 결국 이 부분에서 유저와 Joker팀 중 발빠른R 사이의 마찰이 생기기 시작하였다. 사태의 심각성을 알게 된 발빠른R은 말 그대로 발빠른 사과로 사건을 일단락 짓는 듯 했으나, 1기 단호한K(지금의 단호한K는 2기)가  잠잠해진 불씨에 기름을 붓는 격으로 본 논쟁을 재가세화 시킴으로써 유저와 Joker팀 사이의 키보드 전쟁이 시작되었다. 결국 Joker팀의 발빠른R와 1기 단호한K는 덧글 및 게시판 관리에서 물러나게 되고 아이돌O와 1기 의문의J(지금의 의문의 J는 2기), 정보통E가 관리하게 되었다. 그리고 관련 동영상을 삭제와 Joker팀의 해명으로 본 사건은 마무리되었다. 딱 마무리가 될 시점에 토마스의 BGM이 등장하였다.

### 액션토너먼트 2013 Summer
2013년 4월 19일부터 2013년 6월 2일까지 아프리카 4대 BJ <더헬, 킬링히트, 불멸, HOYA>가 각각 주관하는 BJ슈퍼매치 128강에서 선발된 슈퍼매치 우승자와 준우승자가 선발된 8팀을 기준으로 2013년 7월 8일부터 2013년 9월 1일까지 온게임넷을 통해 방송된 리그이다. 통칭 액션토너먼트 2차대회. Winter Season과는 다른 더블 앨리미네이션 방식으로 진행되었으며, 8강에서 패배하면 패자조로 이어지며, 패자조에서 한 번 더 패배를 하면 탈락하는 방식이다. 이에 승자조 결승에는 신세계(이동식, 김동규, 김주훈, 문성진, 박상민)이 올랐고, 패자조 결승에서 패배하였지만, 원래 최종진출한 소풍의 버그 사용으로 인해 실격처리되었고, 차순위인 5857팀(김현호, 박현준, 서영진, 이수훈, 양민혁)이 최종결승전에 진출하였으며, 5857이 신세계를 상대로 3:1로 최종우승을 확정지었다. (단, 여기서 신세계의 1점은 승자조 어드벤티지로 인한 점수이며, 사실상 진행된 경기에서는 5857이 3:0으로 압승하였다.) 이로써 양민혁<양민양민양민>은 액션토너먼트 2회 연속 우승이자 공식대회 3회 우승이라는 업적을 달성하였으며, 이동식은 3회 연속 준우승(액션토너먼트 2회 준우승)에 그치게 되었다.

### 액션토너먼트 2013 Winter
2014년 1월 6일부터 2014년 2월 24일까지 온게임넷을 통해 방송된 던전앤파이터와 사이퍼즈 리그이다. 던전앤파이터 경기가 끝나고 사이퍼즈 경기가 진행되었으며, 진행방식은 토너먼트 방식으로 8강과 3-4위전은 3판 2선승제, 4강과 결승전은 5판 3선승제로 진행되었다. 통칭 6차리그라고도 불린다. 이번 대회에서 처음으로 밴(Ban)규칙이 등장하여, 각 팀원 중 1명은 상대편과 자기편이 사용하지 못할 캐릭터 1명을 지정할 수 있으며, 해당 캐릭터는 그 경기에서 사용할 수 없지만, 랜덤에서 나오는 경우에는 그대로 허용하였다. 결승전에는 필승(문성진, 박현진, 변재성, 손병현, 김동규)이 강림(박건태, 박재용, 강현선, 신재하, 김유승)을 3대1로 꺾고 우승하였다. 스폰서 후원을 받은 사이퍼즈 최초 프로팀 제닉스 스톰X(박현준, 이재길, 이정욱, 양민혁, 류지완)는 3위를 차지하였다. 이번 대회를 결과로 양민혁은 3회 연속 우승이라는 타이틀을 거머쥐지는 못하였다. 그리고 지난 경기에서 준우승을 하였던 문성진<닉네임:어디서개수작>과 김동규<닉네임:검마노>는 이번 시즌에 우승하여 콩라인을 벗어나게 되었다. 또한 8강 당시 강력한 우승후보였던 265(이선호, 육재현, 오강철, 허동석, 김주현)이 강림에게 무너지는 이변을 낳기도 하였다.

### 액션토너먼트 2014 Summer
2014년 7월 11일부터 2014년 8월 29일까지 온게임넷을 통해 방송된 리그이다. 진행방식은 토너먼트 방식으로 8강과 3-4위전은 3판 2선승제, 4강과 결승전은 5판 3선승제로 진행되었다. 밴(Ban)룰이 시스템에서 적용된 첫 리그였다. Winning(심성보, 문성진, 변재성, 주영준, 장효진)이 5차전까지 가는 접전 끝에 Abyss(전형준, 김민욱, 김경진, 신재하, 서영진)을 3:2로 꺾고 우승을 차지했다. 문성진과 변재성은 2013 Winter에 이어 대회 2연패의 위엄을 달성했고, 심성보 역시 2014 Summer 우승으로 전국 클랜 최강자전 우승(당시 닉네임 달빛세상)에 이어 2회 우승자의 반열에 오르게 되었다.

### 게임 닉네임 논란
2013 액션토너먼트 Winter Season - 사이퍼즈 진행 중 선수소개 부분에서 한 유저의 닉네임이 특정지역을 비하하는 의미의 닉네임에도 불구하고, 그대로 언론에 방송되어 논란이 있었다. 재방송 분에서는 이 부분이 삭제되었고, 이후 유저들의 프로필 소개과정 중 닉네임 표기가 사라지게 되었다. 온게임넷은 차후 방송분에서 미리 사과공지를 자막으로 알린 바 있다.

### 버그 사용으로 인한 결승전 팀 변경
2013 액션토너먼트 Summer Season - 진행되는 경기 중에서 소풍 소속의 트릭시 유저 노기훈(게임 당시 노풍, 지금은 노긔)이 트릭시 도약버그를 의도치 않게 사용하여, 이를 경기 이후 어느 유저의 신고로 발견하여 노풍이 소속한 팀 소풍을 실격처리 하였고, 이에 차순위에 위치하고 있던 5857팀이 최종진출전에 진출하여, 신세계와 5857의 5판 3선승제의 결승전이 성립되었다.(참고로 노긔는 의도치 않은 버그 사용이기 때문에 정지는 먹지 않았다.)

### 노긔 소속 소풍의 실격에 관련된 비난
2013 액션토너먼트 Summer Season - 당시 실격 처리된 소풍의 관련하여, 의도치 않게 버그를 사용한 노긔는 계정 10일정지 처분을 받게되었는데, 이 부분에서 유저들의 논란이 일부 가세화되었다. 트릭시의 도약버그는 트릭시 등장 당시(2012년 3월)에도 있었던 버그임에도 불구하고 수 많은 사이퍼즈 유저들이 버그 수정요청을 쇄도하였다고 하나, JOKER팀의 매크로 답변과 버그 수정이 진행되지 않고 묵혀 있던 것이 이번에 폭발한 것. 이는 사이퍼즈 운영진의 1:1문의 답변의 가장 고질적인 병을 그대로 드러났다는 점을 시사할 수 있었다.

### 미니맵 아이콘 변경과 이에 대한 후폭풍
사이퍼즈는 2013년 11월 14일 미니맵에 보이는 직업 아이콘을 캐릭터의 얼굴로 바꾼다는 업데이트 내용을 공개하면서 수많은 올드 유저들에게 원성을 사게되었다. 그 이유 중 하나는 동일해진 아이콘(원 안에 캐릭터 얼굴 중 원 테두리 문제)이 겹치게 되면 이를 확인하기 힘들다는 이유와 불편하다는 내용이 주를 이루고 있었다. 일부 매니아 유저들 사이에서는 이것은 신규 유저 확보에만 치중하려고 하는 나머지 기존 유저들을 무시한다는 비판까지 받았다. 이와 관련하여 사이퍼즈 개발팀 최홍성씨는 자신의 견해를 피력하여 미니맵 아이콘에 대한 변경은 없을 것이라고 간접적으로 표현하였으나, 이를 간파한 수많은 유저들의 원성이 폭발하게 되었다. 결국 사이퍼즈는 며칠 지나서 미니맵에 표시되는 사항에서 직업 아이콘 또는 캐릭터 얼굴을 선택할 수 있도록 수정하겠다는 대안을 제시하였으며, 이는 2013년 11월 21일 정기점검에서 다시 수정되었다 현재는 옵션창에서 미니맵 표시에서 얼굴 혹은 직업 아이콘 중 하나를 선택할 수 있게되었다.

### 폭설의 아이리 논란
선무의 루시가 업데이트되고난 후의 차기 캐릭터의 마크가 태극문양임을 빌어 일부 유저들 사이에서는 차기 신규 캐릭터는 한국인 캐릭터일 것이라고 추측하였으며, 누군가는 캐릭터 명칭이 폭설의 아이리이며 기존의 결정의 루이스, 조각의 지휘자 토마스를 잇는 세 번째 결빙 능력자이고 여성일 것이라 단언하였다. 이 소문이 온라인 상에서 상당한 설득력을 얻게되자 이 소식을 접한 사이퍼즈 JOKER팀 발빠른R은 전혀 근거없는 소문이라고 하였으며, 신령의 하랑에 관한 내막을 공개하면서 이 논란은 일단락 되었지만 아직까지도 네이버에 사이퍼즈를 검색하면 연관검색어로 폭설의 아이리가 남아있다.

### 12/25, 1/1 이벤트 관련된 서버 폭주
이 이벤트는 2013년 12월 25일과 2014년 1월 1일에 오후 3시에 접속해 있는 유저들을 대상으로 선택형 레어부스터, 4시까지 접속해 있는 유저들에게는 유니크부스터를 지급하는 이벤트의 시작에서 비롯되었는데, 당시 이벤트 시작 전인 2시 40분부터 서버 접속이 지연되는 등의 불편이 잦아지기 시작하였다. 유니크부스터를 받기위해 유저들이 대규모로 몰려서 일어난 것. 서버가 폭주하게 되자 JOKER팀은 특정 시간동안 유저의 접속을 차단하는 등의 행위를 하였으며, 일부 유저들로부터 질타를 받았다. 특히 이런 이벤트는 2012년 10월 3일에도 똑같이 일어났는데 이를 개선하지 않고 진행한 것 같다는 등의 내용이나, 사이퍼즈 서버 운영실태를 비하하는 듯한 내용이 대다수를 이루고 있었다. 2013년 12월 25일 유니크부스터 관련 이벤트는 오후 4시부터 오후 5시 사이에 접속하는 모든 유저들에게 선택형 유니크부스터를 지급하는 걸로 일이 무마되었으나, 2014년 1월 1일에 진행된 유니크부스터와 3000테라 지급하는 이벤트에서는 4시 이후로 접속하는 유저들에게는 지급을 하지 않았다. 이에 대한 유저들의 반발이 심해지자 결국 사이퍼즈 운영진은 2014년 1월 1일 오후 4시부터 오후 6시까지 접속기록이 있는 유저들을 대상으로 2014년 1월 9일에 유니크부스터와 3000테라를 지급하기로 결정하였다. 그러나 사이퍼즈는 매번 이런 이벤트가 진행될 때마다 서버관리에 관한 질타를 대단히 많이 받고 있다.

### 캐릭터 소셜 보이스 논란
이 사건은 2015년 4월 30일 신규 캐릭터 탄야 랜킨이 업데이트와 같이 포함되는 사항이였다. 그러나 업데이트 사전 안내에서는 관련 소셜 보이스가 추가된다고만 기재하였을 뿐, 기존 캐릭터의 소셜 보이스는 삭제된다는 내용은 없었으며, 업데이트 완료 후 기존의 캐릭터의 소셜 보이스(ex: 웃음 소리, 울음 소리)를 일괄 삭제하고, 이를 과금결재 수단으로 사용할 것이라고 확정되면서 문제가 발생했다. 이와 더불어 처음에는 탄야의 속삭임이라는 소셜 보이스 판매를 시작으로 기존 캐릭터의 소셜 보이스로 판매할 예정이었으나, 이를 확인한 유저들의 반발이 상당했다. 사실 게임에서 캐릭터의 소셜 보이스 혹은 소셜 모션을 판매한다는 일은 전무후무만 일로, 이를 상품화하여 판매한다는 것은 거의 드물었다. 유저들은 이와 같은 업데이트를 보고 사이퍼즈를 비하하는 수준을 한 단계 더 높였다. 어떻게 보면 이것은 확실히 비난받을 만한 사항이다. 2015년 현재 소셜 보이스를 상품화하여 판매한다는 것은 사이퍼즈가 유일할 뻔했다. 결국 사이퍼즈는 자신의 잘못을 인정하고 이번 소셜 보이스 상품화는 없던 것으로 간주하면서 사과 공지를 올렸다.

### 액션토너먼트 2015 윈터
사이퍼즈 우승팀 포모스f1가 넥스트를 상대로 3:0으로 우승을 차지했다.
제닉스스톰x 실격으로 인해 넥스트 결승 진출 했으나 포모스f1이 우승을 하였다.

## 사이퍼즈 프로게임단
League of Legends에 프로게임단이 있듯이, 사이퍼즈에도 프로게임단이 존재했지만. 지금은 없다.

## 같이 보기
- 던전 앤 파이터